# Wacken Open Air/Line-ups

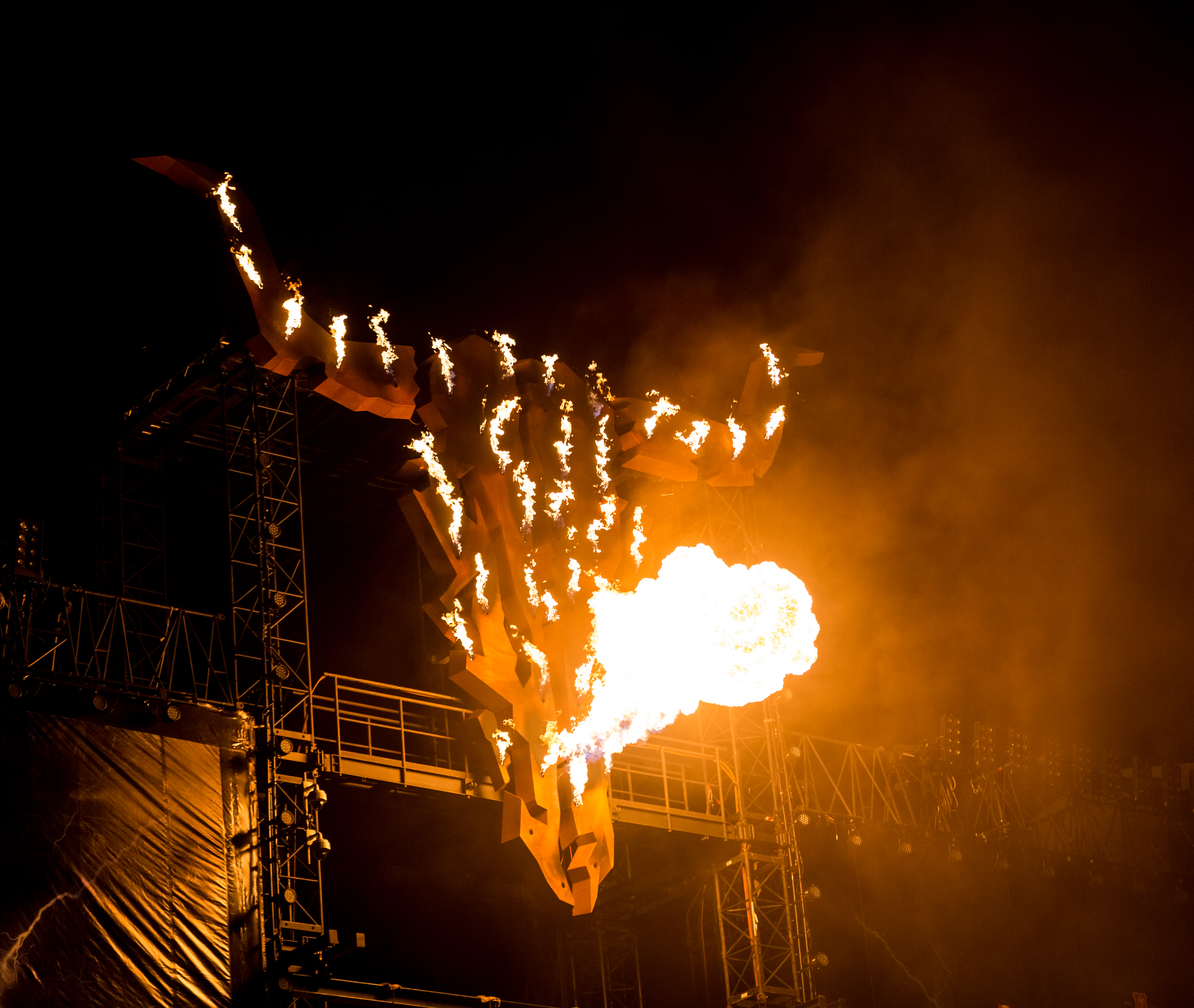
Der brennende Schädel als Wahrzeichen des Wacken Open Air

Diese Liste umfasst eine Aufzählung von Bands, die am Wacken Open Air teilgenommen haben bzw. für die nächste Auflage angekündigt sind.

## 1990 bis 1994
| Datum                 | Anz. | Line-up |
| --------------------- | ---- | --- |
| 24. – 25. August 1990 | 6    | 5th Avenue, Axe ’n Sex, Motoslug, Sacred Season, Skyline, Wizzard |
| 23. – 24. August 1991 | 10   | 5th Avenue, Bon Scott, Cosmic Warriors, Gypsy Kyss, Kilgore, Life Artist, Ruby Red, Shanghai’d Guts, Skyline, Wise Guys |
| 21. – 22. August 1992 | 26   | 5th Avenue, Asmodis, Axe ’n Sex, Bad Sister, Bai Bang, Blind Guardian, De La Cruz, Doc Eisenhauer, Dr. Hörp, Eddie E., Highlander, Ides of March, Incubator, Jolly Hangman, Mama’s Boys, Morbid Mind, Motoslug, Pagan Spell, Paradise, Play ’n’ Bleed, Saitensprünge, Saxon, Störspatzen of Des, STS 8 Mission, The Waltons, Vivian                                                                          |
| 20. – 22. August 1993 | 32   | 5th Avenue, Abi Wallenstein, Axe ’n Sex, Blue Velvet, Bon Scott, Buddy Lackey, Chalice, Doro, Fast Lover, Fates Warning, Gary Hughes, Gorefest, Häwi Mädels, Heavenward, Highlander, Holocaust, Jacks Hammer, Jingo de Lunch, Michael Dickes, Noisy Act of Protest, Plan B, Railway, RAX, Riverdogs, Samael, Sahara, Skew Siskin, Torment, Toy, Trespass, Vivian, Warpath                                    |
| 19. – 20. August 1994 | 29   | Ace öf Spades, Atrocity, Chemical Breath, Deceased..., Decision D, Dixi Gunworks, Easy Livin’, Gamma Ray, Hannes Bauer & Orchester Gnadenlos, Ken Tamplin, Many Acts of Maniacs, Moray, Pagandom, Paul Di’Anno’s Killers, Prollhead, Rausch, Riff Raff, Riverdogs, Roan, Saintcatee, Skyclad, Stoney Rudolph & The Happy Mc Cardies, Suiciety, Tears for Beers, The Tea Party, The Waltons, Torment, UK Subs |

## 1995 bis 1999
| Datum                | Anz. | Line-up |
| -------------------- | ---- | --- |
| 19. – 20. Mai 1995   | 33   | 5th Avenue, Amentia, Angra, Bad Sister, Chalice, Creep, D-A-D, Dark at Dawn, Das Auge Gottes, Depressive Age, Dixie Gunworks, Ghosts of Dawn, Graue Zellen, Hate Squad, Laberinto, More About Dogs, Morgoth, Paragon, Phantoms of Future, Pothead, Power of Expression, Pretty Maids, Prime, Rape, Revelation, Schweisser, Solitude Aeturnus, Temple of the Absurd, Tiamat, Trauma, Trieb, Vanden Plas, Vocation |
| 9. – 10. August 1996 | 32   | Asylum, Atrocity, Bad Sister, Big Nothing, Böhse Onkelz, Crematory, Desert Storm, Dice, Dimple Minds, Dritte Wahl, Gorefest, Gorn, Grave Digger, Grind Machine, Kingdom Come, Kreator, Manos, Oomph!, Pyogenesis, Ramones Mania, Randalica, Ricochet, Schweisser, Secret Discovery, Sieges Even, Temple of the Absurd, Theatre of Tragedy, The Exploited, The Gathering, Tom Angelripper, Vicki Vomit, Whils |
| 8. – 9. August 1997  | 47   | Aion, Alastis, Amorphis, Birth Control, Dimmu Borgir, Dismember, Dissection, Don Bosco, Entrust, Fox Force Five, Gainsay, Grave Digger, Grinning Sinner, Hammerfall, Hassmütz, In Flames, Iron Savior, Late September Dogs, Lake of Tears, Love Gun, Motörhead, Mummlox, Overkill, Paunch, Rage & Lingua Mortis Orchester, Raven, Rockbitch, Samael, Saviour Machine, Scanner, Sceptic Acceptance, Sinner, Sodom, Steiger, Subway to Sally, Tank, Theatre of Tragedy, The Automanic, Therion, Tom Angelripper, Torment, Totenmond, U.D.O., Umbra et Imago, Undish, Virgin Steele, Waltari, Zed Yago |
| 7. – 8. August 1998  | 71   | Am I Blood, Angel Dust, Anvil, Arch Enemy, Atrocity, Benediction, Blind Guardian, Blind Passengers, Blitzkrieg, Bonfire, Borknagar, Children of Bodom, Covenant, Crack Up, Cradle of Filth, Crematory, Dew-Scented, Disbelief, Doro, Dritte Wahl, Edguy, Gamma Ray, Goddess of Desire, Gorgoroth, Hades Almighty, Haggard, Heavenwood, Hollow, Holy Mother, Hypocrisy, Iced Earth, Iron Savior, In Extremo, J.B.O., Krabathor, Lacuna Coil, Manos, Nevermore, Night in Gales, Nocturnal Rites, Old Man’s Child, Pegazus, Postmortem, Primal Fear, Raise Hell, Riot, Rough Silk, Ryker’s, Sacred Steel, Sadist, Savatage, Sentenced, Skyclad, Soulburn, Sons of Damnation, Stahlhammer, Stratovarius, Sundown, Sweet Noise, Sweet Savage, Tom Angelripper, Tankard, Temple of the Absurd, Devin Townsend, Unrest, Vader, Virgin Steele, Voivod, Warrior |
| 6. – 7. August 1999  | 83   | Agent Steel, Amon Amarth, Angra, Atrocity, Axel Rudi Pell, Axxis, Bewitched, Blind Passengers, Brainstorm, Cannibal Corpse, Crematory, The Cult, Death SS, Destiny’s End, Dr. Death, Destruction, Dimmu Borgir, Edguy, Eisregen, Eläkeläiset, Enslaved, Europe, Fates Warning, God Dethroned, Graveworm, Hammerfall, Immortal, In Aeternum, In Extremo, Jaguar, Jag Panzer, Killer, Leatherwolf, Labyrinth, Lefay, Marduk, Marshall Law, Mayhem, Memory Garden, Metal Church, Metalium, Mercyful Fate, Mindfeed, Mystic Circle, Napalm Death, Nevermore, Paradox, Paragon, Pariah, Powergod, Pretty Maids, Primal Fear, Rage, Razor, Reverend Jürgen & Igor, Richthofen, Roland Grapow & Band, Saxon, Sinner, Six Feet Under, Solitude Aeturnus, Spock’s Beard, Steel Prophet, Subway to Sally, The Crown, Temple of the Absurd, Therion, Threshold, Torment, Totenmond, Tristania, Tygers of Pan Tang, The Gathering, The Sygnet, Tom Angelripper, U.D.O., Uli Jon Roth, Umbra et Imago, Warrant, Wardog, Warhammer, Witchery, Whiplash |

## 2000 bis 2004
| Datum                     | Anz. | Line-up |
| ------------------------- | ---- | --- |
| 4. – 5. August 2000       | 70   | Agathodaimon, Ancient, Angel Witch, Annihilator, Artillery, Black Sweden, Black Label Society, Blaze Bayley, Breaker, Chantal Chevalier, Dark at Dawn, Dark Age, Dark Funeral, Dee Snider, Demon, Doro, Deranged, Dezperadoz, Engine, Entombed, Freedom Call, Gamma Ray, Gaskin, Grim Reaper, Hades, Heir Apparent, Hypocrisy, Iced Earth, Immolation, Jacob’s Dream, Knorkator, Labyrinth, Late Nite Romeo, Liege Lord, Lizzy Borden, Lock Up, Marduk, Molly Hatchet, Morbid Angel, Mob Rules, Nightmare, Nightwish, October 31, Overkill, Pain, Pink Cream 69, Praying Mantis, Raise Hell, Rhapsody, Rose Tattoo, Royal Hunt, Samson, Savage, Sentenced, Shard, Six Feet Under, Skew Siskin, Solstice, Spiritual Beggars, Squealer, Steel Attack, Stratovarius, Testament, Tom Angelripper, Twisted Tower Dire, Umbra et Imago, Vader, Vanishing Point, Venom, Zakk Wylde |
| 2. – 4. August 2001       | 79   | 16 Hell Ventiler, Annihilator, Arch Enemy, Artch, Behemoth, Bionix, Blackshine, Brainstorm, Cage, Carnal Forge, Chinchilla, Circle of Grief, Crematory, Cryptopsy, Crystal Shark, Culprit, Dark Tranquillity, Death SS, Deceased..., Desaster, Die Apokalyptischen Reiter, Dimmu Borgir, Exciter, Exhumed, Exumer, Finntroll, Grave Digger, Hammerfall, Helloween, Holy Moses, In Flames, Jag Panzer, Kamelot, Kju, Knight Errant, Krisiun, Lacuna Coil, Lost Horizon, Metalium, Mortician, Motörhead, Mägo de Oz, Naglfar, Napalm Death, Nasum, Nevermore, Night in Gales, Nightfall, Nightwish, Nostradameus, Opeth, Overkill, Paragon, Paul Di’Anno & Killers, Primal Fear, Rage, Rawhead Rexx, Sacraphyx, Saxon, Silent Force, Smoke Blow, Sodom, Soilwork, Sonata Arctica, Soul Doctor, Stigma IV, Subway to Sally, Tad Morose, Tankard, Deströyer 666, The Haunted, The Sins of Thy Beloved, Impotent Sea Snakes, The Traceelords, Therion, Trail of Tears, Vintersorg, Warhammer, W.A.S.P. |
| 1. – 3. August 2002       | 81   | Alabama Thunderpussy, Amon Amarth, Angel Dust, Angra, Antagonist, Avalanch, Blaze, Blind Guardian, Blitzkrieg, Borknagar, Bruce Dickinson, Candlemass, Cannibal Corpse, Children of Bodom, Criminal, Debris Inc., Destruction, Dimple Minds, Domine, Dornenreich, Doro, Dream Evil, Dying Fetus, Edguy, Eisregen, Evergrey, Exodus, Falconer, Fleshcrawl, Green Carnation, Haggard, Heathen, Heavenly, Hollenthon, Hypocrisy, Immortal, In Extremo, Iron Savior, J.B.O., Justice, Kalmah, Kotipelto, Kreator, Lock Up, Macabre, Messiah’s Kiss, Metalucifer, Mezarkabul, Mob Rules, Mörk Gryning, My Dying Bride, Necrophobic, Nightmare, Nocturnal Rites, Nuclear Assault, Onkel Tom, Pretty Maids, Primordial, Pungent Stench, Raven, Rebellion, Red Aim, Rose Tattoo, Rottweiler, Sabbat, Savatage, Shakra, Sinergy, Stormwarrior, Stormwitch, Suidakra, Thunderstone, Torfrock, U.D.O., Unleashed, Vanden Plas, Vicious Rumors, Vision Divine, Vomitory, Warlord, Wizard, Wolf                |
| 31. Juli – 2. August 2003 | 61   | Ancient Rites, Annihilator, Assassin, Bai Bang, Callenish Circle, Carpathian Forest, Circle II Circle, Dark Age, Dark Angel, Dark Funeral, Darkane, Dew-Scented, Diamond Head, Die Apokalyptischen Reiter, Dismember, Eidolon, Evidence One, Extreme Noise Terror, Freedom Call, Gamma Ray, Graveworm, Heaven Shall Burn, Human Fortress, In Flames, Kataklysm, Lordi, Lotto King Karl, Malevolent Creation, Masterplan, Metalium, Nile, Obscenity, Onkel Tom, Psychopunch, Raunchy, Running Wild, Sentenced, Sinner, Slayer, Soilwork, Sonata Arctica, Stratovarius, Subway to Sally, Symphorce, Testament, The Almighty Punchdrunk, The Crown, Thyrfing, Twisted Sister, Twisted Tower Dire, V8 Wankers, Vader, Victims of Madness, Victory |
| 5. – 7. August 2004       | 62   | After Forever, Amon Amarth, Anthrax, Arch Enemy, Artefact, Astral Doors, Bal-Sagoth, Brainstorm, Böhse Onkelz, Cannibal Corpse, Cathedral, Children of Bodom, Death Angel, Destruction, Dio, Dionysus, Disbelief, Doro & Warlock 86, Dr. Rock, Ektomorf, Eläkeläiset, Engine of Pain, Everfest, Feinstein, Grave Digger, Griffin, Gun Barrel, Gutbucket, Helloween, Hobbs’ Angel of Death, Hypocrisy, J.B.O., Knorkator, Kotipelto, Mambo Kurt, Mayhem, Methedras, Misery Index, Mnemic, Motörhead, Mystic Prophecy, Nevermore, Nocturno Culto, Orphanage, Paragon, Raunchy, Reckless Tide, Satan, Satyricon, Saxon, Schandmaul, Sufferage, Supersoma, The Quireboys, The Rods, Thora, Thunderstone, Unleashed, Vanguard, Voodoma, Weinhold, Zodiac Mindwarp |

## 2005 bis 2009
| Datum                     | Anz. | Line-up |
| ------------------------- | ---- | --- |
| 4. – 6. August 2005       | 65   | Accept, Apocalyptica, Axel Rudi Pell, Bloodbath, Candlemass, Cataract, Contradiction, Corvus Corax, Count Raven, Dissection, Doomfoxx, DragonForce, Edguy, Eisregen, Endhammer, Endstille, Ensiferum, Equilibrium, Finntroll, Goddess of Desire, Gorefest, Hammerfall, Hanoi Rocks, Hard Time, Hatesphere, Holy Moses, Illdisposed, Kreator, losLos, Machine Head, Machine Men, Mambo Kurt, Marduk, Marky Ramone, Martin Kesici (Special Guest), Mercenary, Metal Church, Metalium, Mob Rules, Morgana Lefay, MUCC, Naglfar, Nightwish, Noise Forest, Obituary, Oomph!, Overkill, Panic Cell, Potentia Animi, Primordial, Reckless Tide, Regicide, Saeko, Samael, Sentenced, Sonata Arctica, Suffocation, Suidakra, Teräsbetoni, Torfrock, Tristania, Turisas, Vanguard, Within Temptation, Zyklon |
| 3. – 5. August 2006       | 56   | Aborted, Amon Amarth, Arch Enemy, Atheist, Battlelore, Bloodthorn, Born from Pain, Caliban, Carnivore, Celtic Frost, Children of Bodom, D’espairsRay, Danko Jones, Dezperadoz, Die Apokalyptischen Reiter, Ektomorf, Emperor, End of Green, Fear Factory, Finntroll, Fleshgore, Gamma Ray, Hellfueled, In Extremo, Korpiklaani, Krieger, Krypteria, Lake of Tears, Legion of the Damned, Mambo Kurt, Metal Inquisitor, Ministry, Morbid Angel, Motörhead, Michael Schenker Group, Mystic Circle, Nevermore, Nocturnal Rites, Opeth, Orphaned Land, Primal Fear, Rose Tattoo, Scorpions, Six Feet Under, Soilwork, Soulfly, Subway to Sally, Transilvanian Beat Club, The Dogma, Tribe After Tribe, Uli Jon Roth, Victory, Vreid, WE, Whitesnake, Wintersun |
| 2. – 4. August 2007       | 75   | 1349, All That Remains, Amorphis, Animal Alpha, Belphegor, Benedictum, The Black Dahlia Murder, Black Majesty, Blind Guardian, Blitzkrieg, Cannibal Corpse, Chthonic, Communic, Destruction, Die Apokalyptischen Reiter, Dimension Zero, Dimmu Borgir, Dir En Grey, Disillusion, Drone, Electric Eel Shock, Enslaved, Fair to Midland, Falconer, Fastway, Grave Digger, Gutbucket, Haggard, Hatesphere, Heaven Shall Burn, Iced Earth, Immortal, In Flames, J.B.O., Kampfar, Lacuna Coil, Letzte Instanz, Mambo Kurt, Maroon, Mennen, Moonsorrow, Moonspell, Municipal Waste, Napalm Death, Narziss, Neaera, Norther, Pharao, Possessed, Rage, Rose Tattoo, Sabbat, Sacred Reich, Sahg, Samael, Saxon, Schandmaul, Secrets of the Moon, Sodom, Sonic Syndicate, Stormwarrior, Stratovarius, Subway to Sally, Suidakra, Swallow the Sun, The Answer, The Sorrow, Therion, Torture Squad, Turbonegro, Turisas, Type O Negative, Týr, Unheilig, The Vision Bleak, Vital Remains, Volbeat                 |
| 31. Juli – 2. August 2008 | 71   | 3 Inches of Blood, Airbourne, Alestorm, As I Lay Dying, At the Gates, Autumn, Avenged Sevenfold, Avantasia, Axxis, Before the Dawn, Carcass, Children of Bodom, Concept Insomnia, Corvus Corax, Crematory, Cynic, Destructor, Dream of an Opium Eater, Enemy of the Sun, Ensiferum, Evocation, Excrementory Grindfuckers, Exodus, Girlschool, Girugamesh, Gorgoroth, Grave, Hatebreed, Headhunter, Holy Moses, Iron Maiden, Job for a Cowboy, Kamelot, Killswitch Engage, Kreator, Krypteria, Lauren Harris, Leaves’ Eyes, Lord Belial, Lordi, Machine Men, Massacre, Mercenary, Metakilla, Mortal Sin, Mustasch, Nashville Pussy, Negură Bunget, Nifelheim, Nightwish, Obituary, Opeth, Powerwolf, Primordial, Psychopunch, Sabaton, Saltatio Mortis, Soilwork, Sonata Arctica, Stam1na, Stone Gods, Sturm und Drang, Sweet Savage, The Bones, The Haunted, The Rotted, Torture Squad, Unearth, Van Canto, Warbringer, Watain                                                                        |
| 30. Juli – 1. August 2009 | 80   | 5th Avenue, Adorned Brood, Airbourne, Amon Amarth, Anthrax, Axel Rudi Pell, ASP, Bai Bang, Bloodwork, Borknagar, Bon Scott, Bring Me the Horizon, Bullet for My Valentine, Callejon, Cathedral, Charly Beutin, Coheed and Cambria, Cumulo Nimbus, D-A-D, Der W, Doro, DragonForce, Drone, Einherjer, Endstille, Engel, Enslaved, Epica, eths, Fejd, Feuerschwanz, Frei.Wild, Gamma Ray, Grand Magus, Gwar, Hammerfall, Heaven and Hell, Heaven Shall Burn, Ingrimm, In Extremo, In Flames, Insidious Disease, J.B.O., Korpiklaani, Lacuna Coil, Machine Head, Mambo Kurt, Motörhead, Napalm Death, Nervecell, Nevermore, Onkel Tom, Pain, Pentagram, Rabenschrey, Rage, Ragnaröek, Reincarnatus, Retrospect, Running Wild, Sarke, Saxon, Schandmaul, Skyline, Subway to Sally, Suidakra, Swashbuckle, Testament, The BossHoss, The Fading, The Smackballz, The Waltons, Torment, Tracedawn, Tristania, Trouble, Turisas, UFO, UK Subs, Victims of Madness, Volbeat, Vreid, Walls of Jericho, Whiplash |

## 2010 bis 2014
| Datum                     | Anz. | Line-up |
| ------------------------- | ---- | --- |
| 5. – 7. August 2010       | 123  | 1349, Alice Cooper, Altar, Amorphis, Anvil, Apocalyptica, Arch Enemy, Astral Doors, Atrocity, Black Out Beauty, Broilers, Brutus, By the Patient, Caliban, Candlemass, Cangaco, Cannibal Corpse, Corvus Corax, Crucified Barbara, Dead Means Nothing, Debauchery, Degradead, Delain, Demolished, Despised Icon, Dew-Scented, Die Apokalyptischen Reiter, Die Kassierer, Edguy, Ektomorf, Endstille, End of Green, Equilibrium, Eternal Legacy, Evile, Fanfara Kalashnikov, Fear Factory, Fiddler’s Green, Forever Storm, Frei.Wild, Frontal, Ghost Brigade, Gojira, Grave Digger, Hackneyed, Hanggai, Hathors, Hells Belles, Holy Grail, Ihsahn, Ill Niño, Immortal, Imperium Dekadenz, Iron Maiden, Job for a Cowboy, Kamelot, Kampfar, Katana, Killing Machine, Lake of Tears, Letzte Instanz, Lizzy Borden, Lock Up, Lord of the Lost, Macbeth, Mad Max, Mambo Kurt, Metsatöll, Missing in Action, Mötley Crüe, Nightmare, No Dawn, Orcus O Dis, Orden Ogan, Orphaned Land, Overkill, Penthagon, Prayers of Sanity, Raven, Red Hot Chilli Pipers, Rotting Christ, Schelmish, Secrets of the Moon, Seven Ends, Skanners, Slayer, Smoke Blow, Snakebite, SotM, Sólstafir, Soulfly, Soul Stealer, Spit Like This, Stratovarius, Suicidal Angels, Svartsot, Tarja, The BossHoss, The Devil’s Blood, The Keltics, The New Black, The Other, The Sixpounder, Tiamat, Torfrock, Total Riot, Týr, U.D.O., Unleashed, Varg, Victims of Madness, Vita Imana, Voivod, Wacken Firefighters, W.A.S.P., Wistaria |
| 4. – 6. August 2011       | 125  | Accu§er, Achren, Aeon Throne, Airbourne, Aphyxion, Apocalyptica, As I Lay Dying, Atrum, Avantasia, Battle Beast, Betontod, Blaas of Glory, Die Blechblos’n, Blind Guardian, Blowsight, Bucovina, Bullet, Bülent Ceylan (Comedy Act), Children of Bodom, Coldwar, Crashdïet, Danko Jones, Deadlock, Deathclocks, Dir En Grey, Dust Bolt, Edelweiss, Eläkeläiset, Ensiferum, Excrementory Grindfuckers, Exquisite Pus, Frei.Wild, Ghost, Girlschool, Golem, Hämatom, Hail of Bullets, Hammercult, Hayseed Dixie, Heaven Shall Burn, Helloween, Hellsaw, Horch, Iced Earth, Ignis Fatuu, In Solitude, Jim Breuer, Judas Priest, Kataklysm, Khold, Knorkator, Kreator, Kvelertak, Kyuss Lives!, Lacrimas Profundere, Leash Eye, Maiden UniteD, Mambo Kurt, Mayhem, Moonsorrow, Morbid Angel, Morgoth, Mortal Strike, Mother of God, Motörhead, Negator, Noein, Omnicide, Onkel Tom feat. Roberto Blanco (Special Guest), Onslaught, Ozzy Osbourne, Paralytic, Pharao, Pneuma, Powerstroke, Primal Fear, Pussy Sisster, Rabenschrey, Reliquiae, Rhapsody of Fire, Rude Revelation, Russkaja, Sacramental, Saltatio Mortis, Sepultura, Severenth, Shining, Shraphead, Sirenia, Skálmöld, Skeletonwitch, Ski King, Ski's Country Trash, Skindred, Skyline, Slime, Sodom, Stier, Stormzone, Subway to Sally, Suicidal Tendencies, Suidakra, Tanker, Tauthr, The Aberlours, The Haunted, The Murder of My Sweet, The Prophecy 23, The Smackballz, Tokyo Blade, Torture Squad, Triosphere, Triptykon, Trivium, Tsjuder, Van Canto, Venomin James, Victims of Madness, Virginia Clemm, Visions of Atlantis, Volcano, Voltax, Vreid, Warrant, Wacken Firefighters, X-Tinxion |
| 2. – 4. August 2012       | 137  | Agro, Amaranthe, Amon Amarth, Athonite, Aura Noir, Axel Rudi Pell, Betontod, Blaas of Glory, Die Blechblos’n, Broilers, BugGirl, Channel Zero, Chthonic, Circle II Circle, Cold Snap, Coroner, Corpse Garden, Cradle of Filth, Crimes of Passion, D-A-D, Dark Funeral, Darkest Hour, Dead by April, Decapitated, Delain, Devil's Note, Diablo Swing Orchestra, Dimmu Borgir, Dio Disciples, Disquiet, Djerv, DRI, Ease of Disgust, Edguy, Electric Hellride, Eisenherz, Endstille, Epsilon, Eschenbach, Exuviated, Faanefjell, Fateful Finality, FDJ, Frantic Amber, Gamma Ray, Gehenna, Ghost Brigade, Gone Postal, Gothic, Graveyard, Hamferð, Hammercult, Hammerfall, Helmut, Hone Your Sense, In Extremo, In Flames, Ingrimm, Inquisitor, Insomnium, Jim Breuer, Kamelot, Kellermensch, Keule, Kobra and the Lotus, Kylesa, Leaves’ Eyes, Leningrad Cowboys, Liquid Meat, Lord Shades, Machine Head, Mambo Kurt, Manimals, Manticora, Massacre, Megaherz, Midnight Priest, MindthreaT, Ministry, Mono Inc., Moonspell, Napalm Death, Nasum, Oomph!, Opeth, Overkill, Opifex, Panteón Rococó, Paradise Lost, Rain Shatter, RavenBlood, Red Fang, Riotgod, Russkaja, Rust2Dust, Sacred Reich, Santiano, Sanctuary, Saor Patrol, Saxon, Schandmaul, Scorpions, Sepultura mit Les Tambours du Bronx, Shredhead, Sick of It All, Six Feet Under, Skyline, Suffocated, Suicide Silence, Sylosis, Testament, The Black Dahlia Murder, The BossHoss, The Falling, Torfrock, U.D.O., Unearth, Victims of Madness, Vogelfrey, Volbeat, Volksmetal, Volxrock, Wacken Firefighters, Warbringer, Warpath, Warrior Soul, Watain, We Butter the Bread with Butter, Weto, Winterfylleth, Winterstorm, Wölli und die Band des Jahres, Yaksa, Zygnema Abgesagt: Electric Wizard Spoken Word: Danko Jones, Henry Rollins                                  |
| 1. – 3. August 2013       | 136  | 9mm, Agnostic Front, Alestorm, Alice Cooper, Alpha Tiger, Amorphis, An Apple a Day, Annihilator, Anthrax, Anvil, ASP, Asthma, Black Jumper, Behold the Grave, Benighted, Black Messiah, Die Blechblos’n, Bob Wayne, Bull-Riff Stampede, Bullet, Candlemass, Callejon, Chrome Molly, Chronosphere, Comes Vagantes, Coppelius, Corvus Corax meets Wadokyo, Count to Six, Crimson Shadows, Danzig, Deep Purple, DevilDriver, Devoid, Dew-Scented, Dezperadoz, Die Apokalyptischen Reiter, Die Kassierer, Doro, Dr. Living Dead!, Dunderbeist, Eat the Gun, Eisbrecher, Emergency Gate, Eskimo Callboy, Faun, Fear Factory, Fejd, Feuerschwanz, Finsterforst, Fozzy, Gnida, GOD The Barbarian Horde, Gojira, Grave Digger, Haggard, Hardcore Superstar, Harpyie, Hate Squad, Hellride, Ignis Fatuu, Ihsahn, Impius Mundi, Industrial City, Infanteria, J.T. Ripper, Kamikaze Kings, Karma Zero, Kärbholz, Kill With Hate, Kryptos, La Chudra, Lamb of God, Legion of the Damned, Leprous, Lingua Mortis Orchestra mit Rage, Mambo Kurt, Mandowar, Martin Dreyer, Megabosch, Meshuggah, Midnight Scream, Motörhead, Mr. Hurley und die Pulveraffen, Mustasch, Mysterious Priestess, Nachtblut, Neaera, Naglfar, Nightwish, Nine Treasures, Null DB, Ophidian I, Overoth, Pampatut, Powerwolf, Pretty Maids, Rabenschrey, Ragnarok, Rammstein (mit Heino), Rebattered, Rotten Souls, Rotten State, Russkaja, Sabaton, Santiano, Secret Sphere, Serum 114, Sic, Skyline, Soilwork, Sonata Arctica, Soulless, Spitfire, Spring Autumn, Stahlmann, Subway to Sally, Suidakra, Thunder, Trallery, Tristania, Trivium, Tug-O-War, Ugly Kid Joe, Uli Jon Roth, Utopium, Vengha, Versengold, Victims of Madness, Vitek the Juggler, Whitechapel, Wirrwahr Spoken Words: Henry Rollins, Scott Ian                                                        |
| 31. Juli – 2. August 2014 | 132  | 5th Avenue, Accept, A Pale Horse Named Death, Agni Kai, Amon Amarth, Anstratus, Apocalyptica & Orchestra, Arch Enemy, Arthemis, Asrock, August Burns Red, Avantasia, Axe ’n Sex, Backdawn, Battalion, Behemoth, Bembers, Beyond the Black, Black Star Riders, Die Blechblos’n, Blind Channel, Bring Me the Horizon, C.O.P. UK, Carcass, Children of Bodom, Chthonic, Collibus, Comes Vagantes, Convivium, Cosmogon, Crematory, Crescent, Crying Steel, Decapitated, Degradead, Demonic Resurrection, Der W, Devin Townsend Project, Dirty Shirt, Dismorial, Dordeduh, Dunkelschön, Earth Divide, Elmsfeuer, Emperor, Endstille, Eric Fish and Friends, Evocation, Excrementory Grindfuckers, Faun, Fiddler’s Green, Firkin, Five Finger Death Punch, Fleshgod Apocalypse, For the Imperium, Fork, Hammerfall, Hatebreed, Hämatom, Heaven Shall Burn, Hell, Hellyeah, Huldre, ICS Vortex, Impius Mundi, In Mute, J.B.O., John Diva & The Rockets of Love, Juodvarnis, Killface, Kin Beneath Chorus, King Diamond, Knorkator, Koldbrann, Kreator, Lacrimas Profundere, Letz-Zep, Los Vagabundos, Magor, Mambo Kurt, Masterplan, Megabosch, Megadeth, Motörhead, Mr. Hurley und die Pulveraffen, Mutank, Nachtgeschrei, Nailed to Obscurity, Neopera, Nightmare, Omnia, Onkel Tom, Pampatut, Plague Throat, Prong, Purest of Pain, Rabbit at War, Red Helen, Red Hot Chilli Pipers, Roadwolf, Room of the Mad Robots, Russkaja, Sacred Season, Saltatio Mortis, Santiano, Saor Patrol, Saxon, Schandmaul, Skid Row, Skyline, Slayer, Sodom, Starchild, Steel Panther, Tenside, The Badpiper, The Ocean, The Vintage Caravan, Timewaves, Torment, Trouble Agency, Van Canto & Special Guests, Victims of Madness, Vogelfrey, Vreid + Guests, W.A.S.P., Wacken Firefighters, Ye Banished Privateers Abgesagt: Death Angel, Godsized, Iced Earth |

## 2015 bis 2019
| Datum                     | Anz. | Line-up |
| ------------------------- | ---- | --- |
| 30. Juli – 1. August 2015 | 158  | Alkbottle, Amorphis, Anaal Nathrakh, Ancient Bards, Angra, Annihilator, The Answer, Araña, Architects of Chaoz, Armored Saint, Asrock, At the Gates, Avatar, Baltic Sea Child, Bembers, Beyond the Black, Biohazard, Blaakyum, Blaas of Glory, Black Label Society, The Black Spiders, Die Blechblos’n, Blood Red Throne, Bloodbath, The BossHoss, Breakdown of Sanity, Burgerkill, Cannibal Corpse, Celtica, Combichrist, Comes Vagantes, Cradle of Filth, Crossplane, Cryptopsy, Cultus Ferox, Da Rocka & da Waitler, Danko Jones, Dark Fusion, Dark Tranquillity, Dash the Effort, Deadiron, Death Angel, Deathless Legacy, Don Gatto, Dream Spirit, Dream Theater, Drescher, Ensiferum, Epica, Eric Fish & Friends, Ethereal Sin, Europe, Exumer, Falconer, Fat King Konrad, Feuerschwanz, For I Am King, The Gentle Storm, Godsized, Grailknights, Harpyie, Haudegen, Ill Niño, Impius Mundi, Impureza, In Extremo, In Flames, ITCOM, John Diva & The Rockets of Love, Judas Priest, Kärbholz, Kataklysm, Khold, Knasterbart, Kommando, Kvelertak, Legacy ID, Libertad O Muerte, LIVEKaraoke Rockstarz, Lord of the Lost, The Loudest Silence, Mambo Kurt, Mantar, Marteria, MegaBosch, Metaprism, Monstagon, Morgoth, Mr. Hurley und die Pulveraffen, My Dying Bride, New Model Army, Nik Kai, No Words, Noctiferia, Nuclear Assault, Nuclear Chaos, Obituary, Oomph!, Opeth, Pampatut, The Poodles, Powerwolf, Queensrÿche, The Quireboys, Renaissense, Rock Meets Classic, Uli Jon Roth, Running Wild, Sabaton, Samael, Santiano, Savage Machine, Savatage, Scratch the Floor, Sepultura, Shining, Shiraz Lane, Silius, Skiltron, Skindred, Skyline, Steve ’n’ Seagulls, Stoneman, Stortregn, Stratovarius, Subway to Sally, Suicide Silence, Summoned Tide, Sycorax, Tears for Beers, Thyrfing, Trans-Siberian Orchestra, Troldskugge, Truckfighters, U.D.O. mit dem Musikkorps der Bundeswehr, Vesperia, Victims of Madness, Vroudenspil, Wacken Firefighters, Walking Dead on Broadway, Walkways, Waltari, Within Temptation, Ye Banished Privateers, Zodiac, Rob Zombie |
| 4. – 6. August 2016       | 157  | 1349, 9mm, Alcest, Arch Enemy, asrock, Aura Noir, Auðn, Axel Rudi Pell, Barb Wire Dolls, Bembers, Beyond the Black, Blaas of Glory, The Black Dahlia Murder, Die Blechblos’n, Bliksem, Blind Guardian, Blue Öyster Cult, Bodhaktan, Bon Scott, Borknagar, Budderside, Buffalo Summer, Bullet for My Valentine, Bury Tomorrow, Caliban, Callejon, Calm Hatchery, Clutch, Carrion, Cripper, Crows Crown, Dagoba, The Dead Daisies, Deez Nuts, Der Weg einer Freiheit, DevilDriver, Dio Disciples, DragonForce, Doom Birds, Dritte Wahl, Drone, Dystopia, Eat the Turnbuckle, Einherjer, Ektomorf, Elemental, Eluveitie, Elvenking, Entombed A.D., Equilibrium, Eric Fish & Friends, Eskimo Callboy, Fateful Finality, Feuerschwanz, Foreigner, Forgotten North, Freiwächter, Girlschool, Gloryhammer, The Goddamn Gallows, Hämatom, Hansen & Friends, The Haunted, Honky, Horror Dance Squad, Hteththemeth, Ihsahn, Immolation, Insidious Disease, Iron Maiden, Jesus Chrüsler Supercar, John Coffey, Kampfar, King Dude, Knasterbart, Krayenzeit, Die Krupps, Legacy of Brutality, Legion of the Damned, Lepergod, Lieveil, Loudness, Lynchpin, Mambo Kurt, Marduk, Metal Church, Michael Monroe, Miles to Perdition, Mindtaker, Ministry, Monstagon, Monuments, Mr. Hurley und die Pulveraffen, Myrkur, Nasty, Negative Approach, Orden Ogan, The O’Reillys and the Paddyhats, Orphaned Land, The Other, Overthrust, Pain Is, Pampatut, Panzerballett, Parkway Drive, Phil Campbell's All Starr Band, Preternatural, Profaner, Pyogenesis, Pyraweed, The Raven Age, Red Fang, Red Hot Chilli Pipers, Reliquiae, Ritual Day, Henry Rollins, Saxon, Sébastien, Sector, Serious Black, Serum 114, Sinphobia, Skyline, Snowy Shaw, Steel Panther, Steak Number Eight, Sub Dub Micromachine, Sunless Dawn, Svartmalm, Symphony X, Syndemic, Tarja, Testament, Therapy?, Therion, Tidal Dreams, Torfrock, Triptykon, Tsjuder, Tulkas, tuXedoo, Twisted Sister, Unisonic, Vader, Versengold, Victims of Madness, Vimoksha, The Vintage Caravan, Vogelfrey, Wacken Firefighters, Watch Out Stampede, While She Sleeps, Whitesnake, Wirrwahr, Year of the Goat, Zhora, Zombies Ate My Girlfriend |
| 3. – 5. August 2017       | 148  | Aborted, Accept & Orchestra, Aeverium, Ahab, Alice Cooper, The Amity Affliction, Amon Amarth, Annihilator, Apocalyptica, Architects, ASP, Asrock, Asyllex, Aura Noir, Avantasia, Bai Bang, Batushka, Beyond the Black, Blaas of Glory, Die Blechblos’n, The Boomtown Rats, British Lion, Brujeria, Candlemass, Charlie Harper, Clawfinger, Corvus Corax, Crowbar, Cypecore, Dawn of Disease, The Dillinger Escape Plan, Dog Eat Dog, The Dolmen, Domination, Emil Bulls, Emperor, Ereb Altor, Europe, Evil Scarecrow, Fates Warning, Fit for an Autopsy, Flotsam and Jetsam, Fuchsteufelswild, Ganaim, Grand Magus, Grave Digger, Hämatom, Harpyie, Heaven Shall Burn, Heimatærde, Heldmaschine, Hell-O-Matic, High Fighter, The Hirsch Effekt, Imperium Dekadenz, Insomnium, J.B.O., Jet Jaguar, Johnny Deathshadow, Kadavar, Kaiser Franz Josef, Kärbholz, Katatonia, Kissin’ Dynamite, Kreator, The Kroach, Kryptos, Lacuna Coil, Lords of Black, Mambo Kurt, Marilyn Manson, Max & Igor Cavalera return to Roots, Mayhem, Megadeth, Megalodon, Memoriam, Mr. Irish Bastard, Napalm Death, Nile, Null Positiv, nulldB, Omnium Gatherum, Orange Goblin, The O’Reillys and the Paddyhats, Pampatut, Paradise Lost, Phil Rind (Sacred Reich) - Spoken Word, Possessed, Powerwolf, Primal Fear, Prong, Psychotic Waltz, Rage, Rampart, Henry Rollins, Ross the Boss, Russkaja, Sacred Reich, Saltatio Mortis, Sanctuary, Saor Patrol, Serenity, Shawn James & The Shapeshifters, Skálmöld, Skorbut, Skull Fist, Skyline, Snoozebutton, Soilwork, Sonata Arctica, Soulless Faith, Stahlmann, Status Quo, Steak Number Eight, Stinger, Sub Dub Micromachine, Subway to Sally, Taina, Tankard, Tears for Beers, Tengger Cavalry, Thundermother, Trivium, Turbobier, Turbonegro, TuXedoo, T. V. Smith, Twilight Force, Ugly Kid Joe, UK Subs, Uli Jon Roth, Une Misère, Verge of Umbra, Versengold, Victims of Madness, Volbeat, Vorbid, Wacken Firefighters, Waldkauz, Warpath, Warrant, Whiskey Dick, The Wild Lies, WirrWahr, Witchery, Wolfbrigade, Wolfchant, Wolfheart |
| 2. – 4. August 2018       | 196  | 2Cellos, Acoustic Steel, Act of Defiance, Aephanemer, Alestorm, Alfahanne, Alien Weaponry, Amaranthe, Amorphis, An Theos, Arch Enemy, Arkona, asrock, Asylum, Atomic Rocket Seeder, Attic, Awake Again, AWS, Backyard Babies, Bannkreis, Behemoth, Behind Bars, Belphegor, Betontod, Blaas of Glory, Black Inhale, Die Blechblos’n, Blessed Hellride, Bloodsucking Zombies, Blues Pills, Bömbers, Bonfire, Budderside, Cannibal Corpse, Canterra, Cemican, Centuries of Decay, Children of Bodom, Chuan-Tzu, Chugger, Clawfinger, Clowns, Converge, Cordura, Da Rocka & da Waitler, Dalriada, Danzig, Dark Tranquillity, dArtagnan, Das Pack, Der Wahnsinn, Deserted Fear, Destruction, Dezperadoz, Diablo Blvd, Die Apokalyptischen Reiter, Die from Sorrow, Dimmu Borgir, Dirkschneider, Dirt-A-Gogo, Dokken, Dool, Doro, Down for Life, Dust Bolt, Dying Fetus, End All, Ensiferum, Enslaved, Epica, Erik Cohen, Eskimo Callboy, Eufobia, Every Dog Has Its Day, Evil Invaders, Exit Eden, Extrabreit, Feuerschwanz, Firewind, Fischer-Z, Fish, Fozzy, Fro-Tee Slips, Gaahls Wyrd, Ganaim, Ghost, Godless, Gojira, Gruesome, Haggefugg, Hate Squad, Hatebreed, Heathen Apostles, Heidevolk, Heilung, Helloween, Hellzapoppin, Helmet, Herrschaft, Ignis Fatuu, In Extremo, In Flames, Ingrimm, Ivan Ivanovich & The Kreml Krauts, Jack Broadbent, Jasad, Jesper Binzer, John Diva & The Rockets of Love, Judas Priest, Karaoke Till Death, Kellermensch, Knorkator, Korpiklaani, Leaves’ Eyes, Lee Aaron, Long Distance Calling, Lotrify, Lovebites, Madball, Malicious Culebra, Mambo Kurt, Manntra, Mantar, Markus Krebs, Metusa, Monstagon, Motanka, Mr. Big, Nazareth, Nemoreus, Night Demon, Nightwish, Nocturnal Rites, Ondt Blod, Onkel Tom, Oomph!, Otto und die Friesenjungs, Pampatut, Persefone, Phenomy, Phrentix, Pikes Edge, Plainride, Pyrus, Red Hot Chilli Pipers, Rezet, Riot V, Rogers, Rose Bogey’s, Running Wild, Salamanda, Samael, Sarke, Schandmaul, Schidl ‘n’ Schedl, Sepultura, Shiran, Skiltron, Skindred, Skyline, Soen, Sólstafir, Spoil Engine, Steel Night, Steel Panther, Stiff Little Fingers, Tarchon Fist, The Bloodstrings, The Charm the Fury, The Flying Scarecrow, The Fright, The Privateer, The Waltons, Thundermother, Todesking, Toxic Holocaust, Traitor, Tremonti, Trollfest, Unzucht, Vallenfyre, Victims of Madness, Vince Neil, Visions of Atlantis, Vogelfrey, Voices of Ruin, W.A.R., Wacken Firefighters, Walking Dead on Broadway, Watain, Wintersun, WirrWahr, Wirtz, Witch Taint, Xenoblight, Zeal & Ardor                                                                                              |
| 1. – 3. August 2019       | 185  | 1000 Löwen unter Feinden, Aborym, Acranius, Acres, Airbourne, Alabama Black Snakes, All Hail the Yeti, Angelus Apatrida, Anthrax, Asrock, Avatar, Axxis, Baby Face Nelson, Bai Bang, Battle Beast, Beyond the Black, Black Stone Cherry, Bleed from Within, Bloodywood, Body Count feat. Ice-T, Bon Jovy, Brass Against, Brenner, Bullet for My Valentine, Burning Witches, Cancer, Cesair, Christopher Bowes and His Plate of Beans, Coppelius, Cradle of Filth, Crazy Lixx, Crematory, Crisix, Critical Mess, Crobot, D-A-D, Damnation Defaced, Dampfmaschine, Dark Funeral, Deathstars, Deine Cousine, Delain, Demons & Wizards, Der Fluch des Drachen, Diamond Head, Diary of Dreams, Die from Sorrow, Die Happy, Die Kassierer, Dirty Shirt, Doch Chkae, Downfall of Gaia, Dream Spirit, Drunken Swallows, Duivelspack, Eclipse, Eisbrecher, Eluveitie, Emil Bulls, Equilibrium, Extrabreit, Fairytale, Fiddler’s Green, Fight the Fight, For I Am King, Frog Leap, Beschissene 6, Gaita Mayan, Gama Bomb, Gernotshagen, Girlschool, Gloryful, Gloryhammer, Grave, Hämatom, Hamferð, Hammerfall, Harpyie, Hellhammer performed by Tom Warrior’s Triumph of Death, Helsott, Jared James Nichols, Jinjer, Joachim Witt, Velvet Viper, Kaizaa, Karaoke Till Death, Kärbholz, Krokus, Kvelertak, Lagerstein, Legion of the Damned, Life of Agony, Lucifer Star Machine, Manticora, Meshuggah, Michale Graves, Molllust, Mono Inc., Monstagon, Mr. Hurley & die Pulveraffen, Myrath, Nachtblut, Nailed to Obscurity, Naked Six, Nashville Pussy, Necrophobic, Night in Gales, Nordjevel, Of Mice & Men, Operus, Opeth, Paddy and the Rats, Parkway Drive, Powerwolf, Primordial, Prong, Prophets of Rage, Queensrÿche, Rage & Lingua Mortis Orchestra, Ragnaröek, Reckless Love, Reliquiae, Rose Tattoo, Sabaton, Santiano, Saor, Savage Messiah, Saxon, Septicflesh, Sibiir, SikTh, Skáld, Skew Siskin, Skyclad, Skyline, Skynd, Slave to Sirens, Slayer, SOil, Soul Demise, Stoneman, Subway to Sally, Suidakra, Tanzwut, TesseracT, Testament, The Adicts, The BossHoss, The Crown, The Damned, The Lazys, The Linewalkers, The Moon & The Nightspirit, The New Roses, The Night Flight Orchestra, The O’Reillys and the Paddyhats, The Offering, The Quireboys, The Rumjacks, The Sinderellas, The Sisters of Mercy, The Sweet, The Vintage Caravan, The Wild!, Thy Art Is Murder, Torment, tuXedoo, UFO, Uli Jon Roth, Unleashed, Uriah Heep, Valley of Chrome, Vampire, Venom Inc., Versengold, Victims of Madness, Violons Barbares, Vltimas, Vogelfrey, Warkings, Wiegedood, Windhand, Within Temptation, Zuriaake Abgesagt: Evergrey, Nasty, Tribulation |

## 2020 bis 2024
| Datum                      | Anz. | Line-up |
| -------------------------- | ---- | --- |
| 2020 und 2021              |      | Wegen der COVID-19-Pandemie abgesagt. |
| 3. August – 7. August 2022 | 194  | 5th Avenue, Acoustic Steel, Alien Rockin’ Explosion, All Hail the Yeti, Alligatoah, Almost Human, Amon Amarth (inoffiziell, als „Guardians of Asgaard“), Arch Enemy, As I Lay Dying, ASP, Asrock, At the Gates, Attic, Auðn, Avantasia, Bai Bang, Behemoth, Belphegor, Below Zero, Blaas of Glory, Black Inhale, Bleed from Within, Blind Channel, Blind Man’s Gun, Blood Incantation, Bokassa, Brothers of Metal, Burgerkill, Butcher Babies, Cadaver, Phil Campbell and the Bastard Sons, Cattle Decapitation, Cirith Ungol, Clutch, Comes Vagantes, Corvus Corax, Criminal, Crossplane, Crypta, Da Rocka & Da Waitler, Danko Jones, Dead Label, Death Angel, Deine Cousine, Dirkschneider, Disconnected, Divide, Brian Downey’s Alive and Dangerous, Doyle, The Drift, Einherjer, Endseeker, Epica, Eric Fish & Friends, Eye Tea, Fateful Finality, Feuerschwanz, Folk Dandies, Freedom Call, Fusion Bomb, Gaerea, Gloryhammer, Gluecifer, Godzilla in the Kitchen, Grailknights, Grave Digger, Gregor Sintram, Gwar, Gwendydd, Haggard, Haggefugg, The Halo Effect, Hardbone, Hate, Hypocrisy, Hämatom, Höhner, Ill Niño, Impartial, Imperium Dekadenz, Implore, Ingrimm, In Extremo, Indian Nightmare, Infected Rain, Insanity Alert, The Iron Maidens, Ivory Tower, John Kanaka & Jack Tars, Judas Priest, Kadavar, Kampfar, Kissin’ Dynamite, Knasterbart, Knight’s Show SSK, Komodo, Lacuna Coil, Lamentari, Last Addiction, Letzte Instanz, Life of Agony, Lordi, Lost Society, Loudness, Lucifer, Lutz Drenkwitz, Majak, Mambo Kurt, Manntra, Mantar, Me and That Man, MegaBosch, Mercyful Fate, Metaklapa, Michael Monroe, Midnight, Mister Misery, Mit ohne Strom, Monomann, Moonspell, Mork, Motörizer, Mr. Irish Bastard, Mutz, Nasty, Neaera, Neck Cemetery, New Model Army, The Night Flight Orchestra, Nothgard, Onslaught, Orca, Orden Ogan, The O’Reillys and the Paddyhats, The Other, Overkill, The Overthrone, Ozzyfied, Sascha Paeth’s Masters of Ceremony, Pay Pandora, Pensen Paletti, Perturbator, Pestilence, The Pinpricks, Plant My Bones, Powerwolf, Rauhbein, Rectal Smegma, Red Swamp, Reliquiae, The Rise of Mictlan, The Risen Dread, Rose Tattoo, Rotting Christ, Satan, Scardust, Skyforger, Skyline, Slime, Slipknot, Slope, Snow White in the Dark, Soen, Space Chaser, Spidergawd, The Spirit, Storm Seeker, Stratovarius, Striker, Suicidal Angels, Surgical Strike, Tarja, Therapy?, Thundermother, Tiamat, Torfrock, Tragedian, Tribulation, Typhus, Varang Nord, Vended, Venom, Verheerer, Visions of Atlantis, Victims of Madness, Voice of Baceprot, Vomitory, Vulture, Wacken Firefighters, Walkways, Watch Out Stampede, Welcome Dystopia, Ann Wilson, Wind Rose Spoken Word: Heinz Strunk, Jungsmusik, Marock Bierlej, Meister der Phantastik (Markus Heitz, Bernhard Hennen und Kai Meyer), Nico Rose, Martin Dreyer (Panik Pastor), Christof Leim (Rock Stories), Uwe Bahn, Wacken Slam Battle Abgesagt: Angel Witch, Cemican, Death SS, Limp Bizkit, Lindemann, Nytt Land |
| 2. August – 5. August 2023 |      | 0% Mercury, Abbath, Acoustic Steel, Ad Infinitum, Adrian Kühn und Franzi Kusche, Alestorm, Alien Rockin' Explosion, All for Metal, All Hail the Yeti, Amaranthe, Amorphis, Andrelamusia, Aneuma, Angus McSix, Ankor, Asrock, Autumn Bride, Baest, Battle Beast, Beartooth, Be’Lakor, Beyond the Black, Biohazard, Blaas of Glory, Blacksheep, Black Mirrors, Black Tooth, Blind Mans Gun, Blitzkid, Bloodbath, Brand of Sacrifice, Broilers, Brunhilde, Bütcher, Burning Witches, Caliban, Cam Cole, Phil Campbell and the Bastard Sons, Carpathian Forest, Cellar Darling, Cemican, Chaosbay, Chuan-Tzu, CobraKill, Crematory, Cypecore, Damnation Defaced, Dark Tranquillity, dArtagnan, Death in Taiga, Defleshed, Deicide, Deine Cousine, Delain, Depressive Age, Deprivation, Der W, Detraktor, Dezperadoz, Disesanera, Dog Eat Dog, Donots, Doro (mit Gästen: Udo Dirkschneider (UDO), Hansi Kürsch (Blind Guardian), Joey Belladonna (Anthrax), Michael Rhein (In Extremo), Mikkey Dee (Scorpions/Motörhead), Phil Campbell (Phil Campbell & The Bastard Sons/Motörhead), Chris Caffery (TSO), Sabina Classen (Holy Moses), Sammy Amara (Broilers), Uli Jon Roth), Drain, Dropkick Murphys, Dust Bolt, Dying Fetus, Eivor, Empire State Bastard, Employed to Serve, Enemy Inside, Ensiferum, Erasing Mankind, Ereb Altor, Evergrey, Erik Cohen, EvilDead, Extinct, Eyes, Fadrait, Faun, Ferocious Dog, Finntroll, Focus, Folk Dandies, Forastero Western Metal, Frog Bog Dosenband und die beschissenen Sechs, Frozen Soul, Get the Shot, Ghetto Ghouls, Ghostkid, Hardbone, Hafensaengers, Hammerfall, Harpyie, Havukruunu, Heaven Shall Burn, Heavy Metal Barpiano (George Heinle), Helloween, Hidden Intent, Holy Mother, Horrid Sight, Hostage, Igorrr, Imminence, Immolation, Iron Maiden, Ivory Tower, J.B.O., Jag Panzer, Jinjer, John Kanaka & The Jack Tars, Kärbholz, Kataklysm, Killswitch Engage, Knife, Koldbrann, Konvent, Kreator, Krownest, Leaves’ Eyes, Left Ovr, Legion of the Damned, Lord of the Lost (Gast: Jasmin Wagner), Lutz Drenkwitz, Maltworm, Mambo Kurt, Marco Mendoza, Marty Friedman, Masterplan, MegaBosch, Megadeth, Mesmera, Messticator, Metaklapa, Metternich, Middle Grounds, Misery Oath, Mit ohne Strom, Mr. Hurley & die Pulveraffen, Monsters of Liedermaching, Morast, Motörizer, Mutz & The Blackeyed Banditz, My Own Ghost, Nervosa, Nestor, Neverland in Ashes, NVLO, Objector, Omnivortex, Pennywise, Pentagram, Peter Pan Speedrock, Peyton Parrish, Phantom Excaliver, Plainride, Possessed, Our Promise, Ozzyfied, Pensen Paletti, Rage, Raging Speedhorn, Rauhbein, The Real McKenzies, Redeemed by the Blood, Rezet, Riot City, Sable Hills, Saltatio Mortis, Santiano, Sascha Paeth's Masters of Ceramony, Schizophrenia, Screamer, Sever, Sintram, Skálmöld, Skepsis, Skew Siskin, Skindred, Skyline, Sleep Token, Slowly Rotten, Sólstafir, Son of Tomorrow, Spectaculatius, Strigampire, Supernova Plasmajets, Swartzheim, Takida, Tanzwut, Taste of Greed, Terror, The Answer, The Good the Bad and the Zugly, The Night Eternal, The Raven Age, The Ukeboys, The Vintage Caravan, Tiansen, Todsünde, Trivium, Twilight Force, Two Steps from Hell, Uriah Heep, Universum25, Unzucht, Varius Coloribus Experience, Velvet Viper, Versengold (als Ersatz für Schandmaul), Venues, Victims of Madness, Ville Valo (VV), Vixen, Voivod, Wacken Firefighters, Wardruna, Warkings, While She Sleeps, Whoredom Rife, Wolf Barsch, Xaon, Ye Banished Privateers Spoken Word: Christof Leim, Kumpels in Kutten (Holger Schmenk und Andreas Schiffmann), Uwe Bahn, Lydia Polwin-Plass und Michael Gläser, Nico Rose, Matt Stocks mit Jim Lindberg (Pennywise), Matt Stocks mit Jesse Leach, Ernie Fleetenkieker (Krachmucker TV), Kay Ray, Torsten Sträter Abgesagt: Anthrax, Schandmaul |
| 31. Juli – 3. August 2024  |      | 5th Avenue, The 69 Eyes, Accept, Acoustic Guerillas, Acoustic Steel, ÆoniK, Alcatrazz, Alligatoah, The Amity Affliction, Amon Amarth, Ankor, April Art, Aquilla, Archaic, Architects, Armored Saint, As Everything Unfolds, Asagraum, Asenblut, Asrock, Avantasia, Ax ’n Sex, Axel Rudi Pell, The Baboon Show, Sebastian Bach, Bai Bang, Baroness, Beast in Black, Beasto Blanco, Beguiler, Behemoth, Betontod, Beyond the Black, Blaas of Glory, Blackbriar, Blacktooth, The Black Daliah Murder, Black Sabbitch, Blind Channel, Blind Guardian, Blues Pills, Bokassa, Brutus, Bury Tomorrow, Butcher Babies, Bülent Ceylan (Gäste: Saltatio Mortis, Peter Maffay), Carbonic Fields, Cascade Effect, Cherie Currie, Chuan-Tzu, Corbian, Corvus Corax, Cradle of Filth, Crisix, Crystal Viper, The Darkness, Dear Mother, Deimos Dawn, Dokken, Doomsday Astronaut, DragonForce, Drone, Einherjer, Embryonic Autopsy, Emil Bulls, Equilibrium, Etterna, Evile, Extrabreit, Exumer, Feuerschwanz, Fiddler’s Green, Five Penalties, Fleshless Entity, Flogging Molly, Flotsam and Jetsam, Folk Dandies, Future Palace, Gaupa, Gene Simmons, Girlschool, Graufar, Gregor Sintrow, Griefgod, Grillmaster Flash, Growling Creatures, Tina Guo (Gäste: Saltatio Mortis), Die Habenichtse, Half Me, Hämatom vs. Finch, Heidevolk, Hellripper, Hirax, Hitten, Ignea, In Extremo (Gast: Björn Both), Inherited, Infected Union, INFO, Insomnium, Iron Priest, Ivory Tower, Jaya the Cat, Jesus Piece, Jet Jaguar, Joey Belladonna feat. the Clark, John Coffey, Junkwolvz, Karabiner, Kasck, Kay Ray, Kill the Phia, KK’s Priest, Koenix, Korn, Knorkator, Liv Kristine, Lutz Drenkwitz, Kupfergold, Mambo Kurt, Massive Wagons, Mayhem, Metaklapa, Misery Oath, Mister Misery, Mit ohne Strom, Motionless in White, Motörizer, Mr. Big, Nachtblut, Necrotted, Nutellica, Objector, Oomph!, Opeth, Ozzyfied, Paddy & The Rats, Pain, Paramena, Pensen Paletti, Persefone, Phantom Excaliver, Planet of Zeus, Portrait, Poseydon, Prey for Nothing, Primal Fear, Primordial, Rage, Rain, Raven, Red Fang, Robse, S.D.I., Scorpions (Gäste: Doro), Shredhead, Shvriken, Skiltron, Skyline, SOiL, Sonata Arctica, Source of Rage, Spiritbox, Sunken State, Suzi Quatro, Svartsot, Swartzheim, Sweet, Tankard, Tessia, Testament, Textures, The Mercury Riots, The Ukeboys, The Waltons, The Warning, Thus, Thyrfing, Tir Saor, Tragedy, Tri State Corner, Türböwitch, Uli Jon Roth, Unleash the Archers, Unto Others, Uragh, Anneke van Giersbergen, Van Canto, Van Tastik, Vanaheim, Varang Nord, Victims of Mandness, Victory, Vio-lence, Vogelfrey, Voidwomb, Vreid, Wacken Firefighters, Walkways, Wasted Land, Watain, Whitechapel, Whizbow, Wolf, Xandria, Xenos A.D., Zebrahead Spoken Word / Interviews / Comedy: Atze Schröder, Joey Belladonna, Dieter Dierks, Kumpels in Kutten (Holger Schmenk und Andreas Schiffmann), Andreas Marschall, Nergal, Konny Reimann & Manuela Reimann, Nico Rose, Saltatio Mortis, Zwei Stricher packen aus (Oli Hilbring, Michael Holtschulte) |

## Seit 2025
| Datum                                   | Anz. | Line-up |
| --------------------------------------- | ---- | --- |
| 30. Juli – 2. August 2025               |      | 1349, 3 Inches of Blood, 802, A Burning Rose, Acoustic Guerillas, Acoustic Steel, AeSect, Alpha, Amenra, Angel Witch, Angry Zeta, Annisokay, Apocalyptica, Asrock, August Burns Red, Avralize, Bad Loverz, Baest, Bai Bang, BAP, Below Zero, Benediction, Beyond the Black, Bon Scott, Boomtown Rats, BraZing Bull, Britta Görtz, Broken Fate, Brothers of Metal, Call of Charon, Callejon, Celeste, Charles the Goat, Clawfinger, Clowns, Coppelius, Crownshift, Cypecore, D-A-D, Daddavir, Danafe, Dark Funeral, Deadline, Decapitated, Deine Cousine, Destruction, Die Apokalyptischen Reiter, Die Kassierer, Diluvian Collapse, Dimmu Borgir, Dirkschneider, Dogma, Dominum, Dool, Dope, Dramatist, Drowning Pool, Ducs, Dymytry, Eihwar, Elnueveonce, Enemy Inside, Eternal Power, Exhorder, Expellow, Extermination Dismemberment, Extinct, Fear Factory, Feelgood Mclouds, Fight the Fight, Fit for a King, Floor Jansen, Forbidden, From Fall to Spring, Gehennah, Give Me Rain, Godzilla in the Kitchen, Gojira, Grand Slam, Graphic Nature, Grave Digger, Graveyard, Gregor Sintram, Gun Called Britney, Guns N’ Roses, Guttural Disgorge, Halvar, Hanabie., Harpyie, Heavysaurus, Hellbutcher, Helmet, Hellbound, Hellmidian, Helsott, Henning Wanner, High Desert Queen, Hyla, In the Woods, Incantatem, Induction, Iotunn, Istapp, Just for Priest, Katatonia, Kilt, Killotine, King Diamond, Krisiun, Krokus, Kylesa, Lake Malice, Lakeview, Landmvrks, Letzte Instanz, Lita Ford, Livløs, Lost Society, Lutz Drenkwitz, Macabre, Machine Head, Majestica, Mark My Words, Mambo Kurt, Månegarm, Master Boot Record, Mastodon, Megabosch, Michael Schenker, Midnight, Mimi Barks, Ministry, Miracle of Sound, Mit ohne Strom, Moonsorrow, Morsrot, Mourning High, My Own Shiva, Mystopera, Nailbomb, Namek, Nasty, Neckbreakker, Necrosin, Nefalem, Nestor, NeuRuTics, Night Demon, Nightmare, Nikkijara die Teufelsgeigerin, Non Est Deus, Numento, Nyktophobia, Obituary, Orange Goblin, Ozzyfied, Panchbhuta, Papa Roach, Party Cannon, Pentagram Chile, Peyton Parrish, Primal Instinct, Prong, Radity, Random, Rauhbein, Refore, Reis against the Spülmaschine, Sacrifice, Saint City Orchestra, Saltatio Mortis, Samsas Traum, Schandmaul, Seasons in Black, Setyøursails, Seven Sisters, Seven Spires, Shantallica, Skyline, Skynd, Slayensemble, Smoke Blow, Soen, Soulbound, Static-X, Steelforce, Suidakra, Svarttjern, Tabernis, Tales of Nebelheym, Tarja & Marco Hietala, The Butcher Sisters, The Hardkiss, The Hellacopters, The Narrator, The Rumjacks, Theophobos, Thus, Torment, Torture Squad, Trollfest, Tyson, Ugly Kid Joe, UK Subs, Umbra Conscientia, Unsparrow, Van Tastik, V4A, Vermaledeyt, Vhill, Victory, Voodoo Kiss, Vulvarine, W.A.S.P., Wacken Firefighters, Walls of Jericho, Warbringer, Warkings, Wednesday 13, Whizbow, Wind Rose, Within Temptation, Zeke Spoken Word / Interviews / Comedy: Chris Boltendahl, Sabina Classen, Sebastian Fitzek, Kay Ray, Christof Leim, Wolfgang Niedecken & Mike Herting, Rage, Manu und Konny Reimann, Nico Rose, Holger Schmenk, Olaf Schubert, Torsten Sträter, Joja Wendt, John Wray, Bastian Zach Abgesagt: DevilDriver, Liliac, Saxon, Timsen |
| 29. Juli – 1. August 2026 (Ankündigung) |      | Allt, Airbourne, Any Given Day, Blood Command, Broken by the Scream, Einherjer, Emperor, Def Leppard, Europe, Faun, Future Palace, Gutalax, Grand Magus, H-Blockx, In Flames, Insanity Alert, Kupfergold, Lamb of God, Luna Kills, Mantar, Nevermore, Orbit Culture, Paleface Swiss, Pig Destroyer, Powerwolf, Running Wild, Savatage, Sepultura, ten56., The Gathering, The Hardkiss, Thundermother, thrown, Tryptikon |

## Grafiken

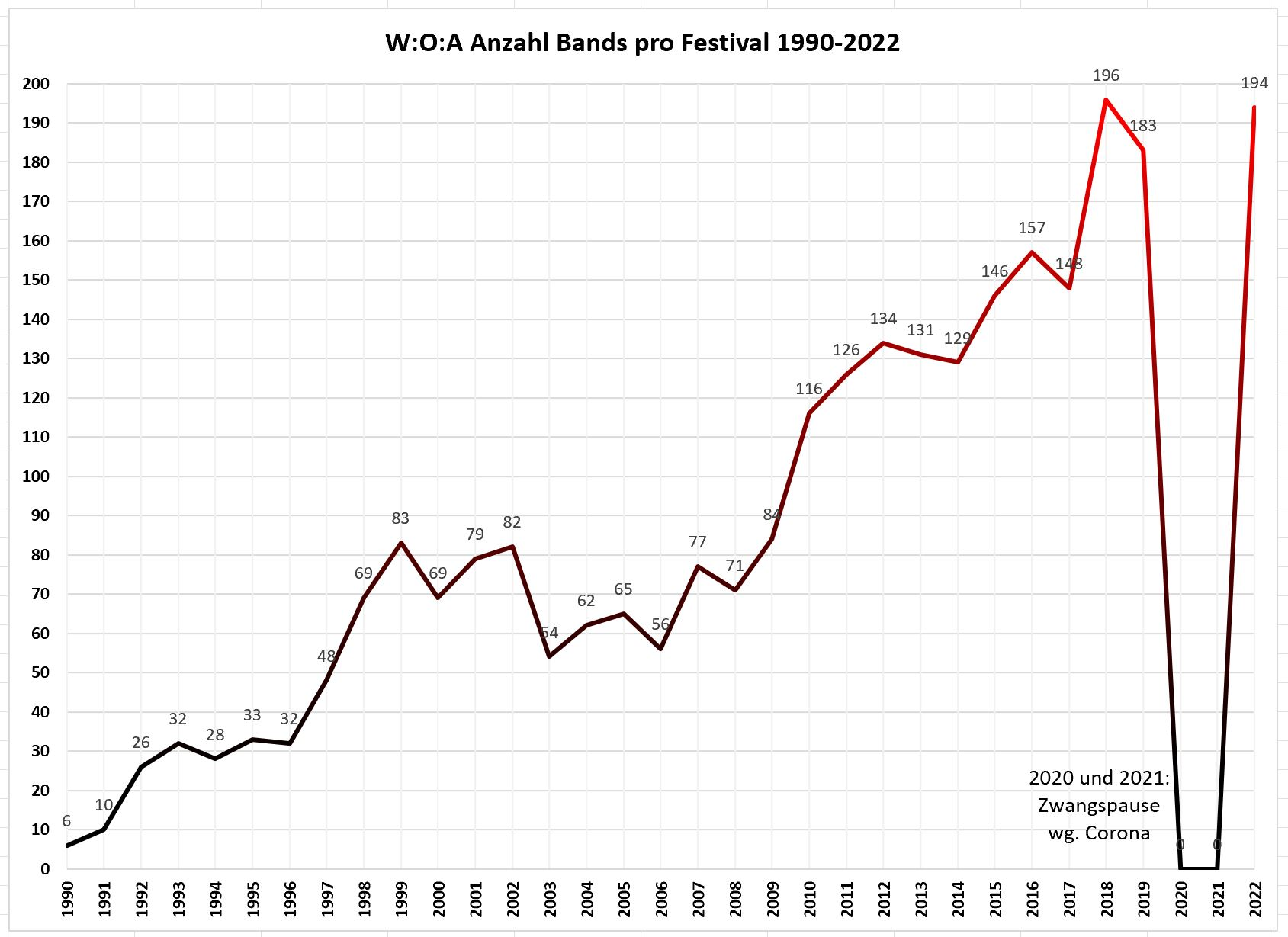
W:O:A --> Anzahl Bands auf den Festivals in den Jahren 1990 bis einschließlich 2022
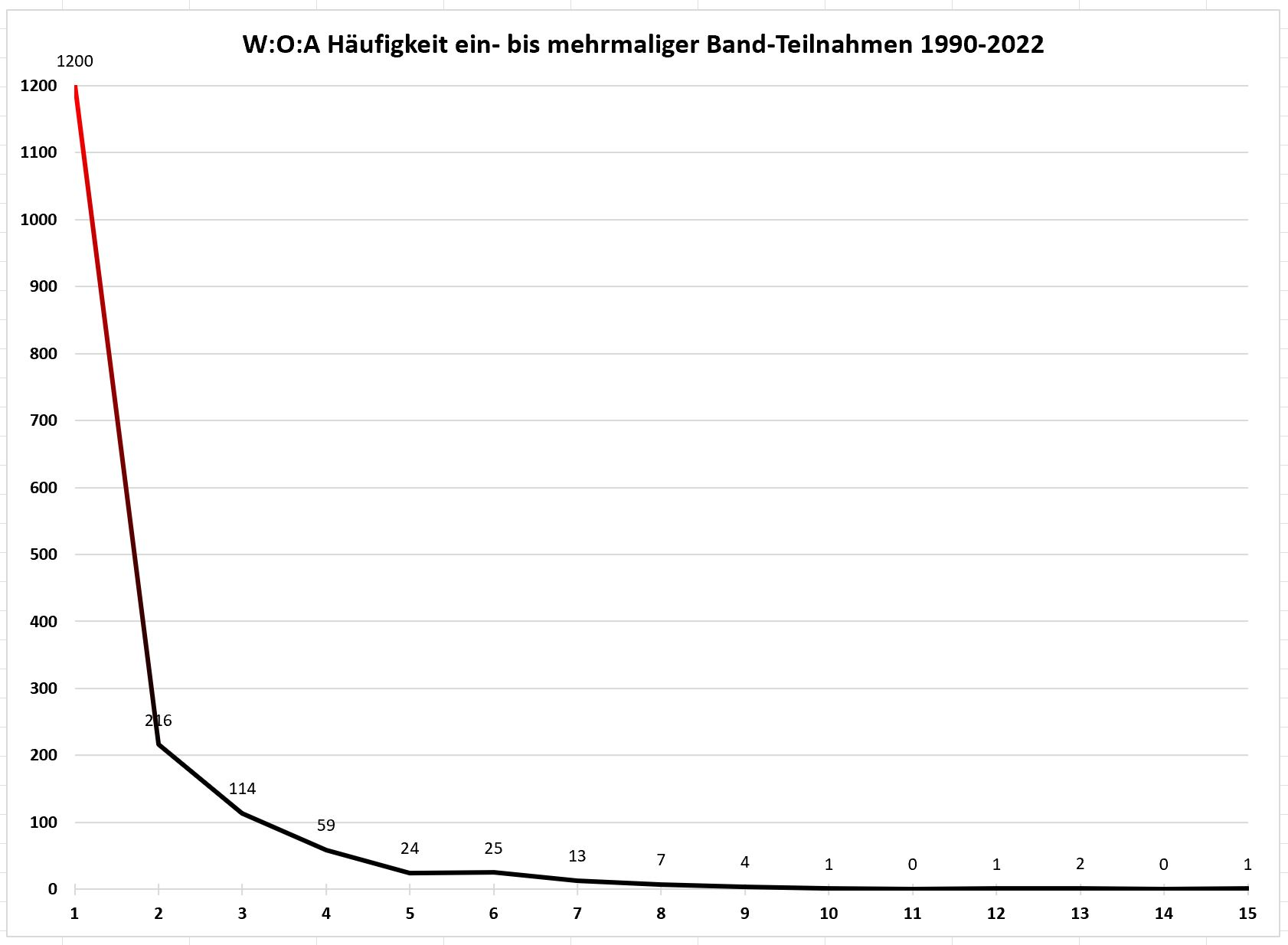
W:O:A --> Absolute Anzahl ein- oder mehrfacher Band-Auftritte in den Jahren 1990 bis einschließlich 2022
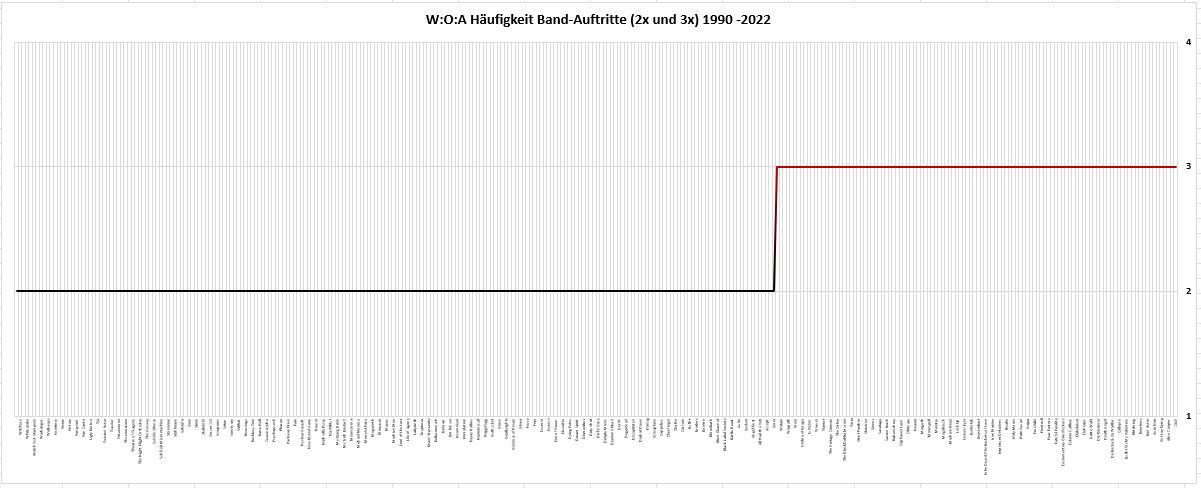
W:O:A --> Bands, die 2-mal oder 3-mal auf den Festivals in den Jahren 1990 bis einschließlich 2022 teilgenommen haben.
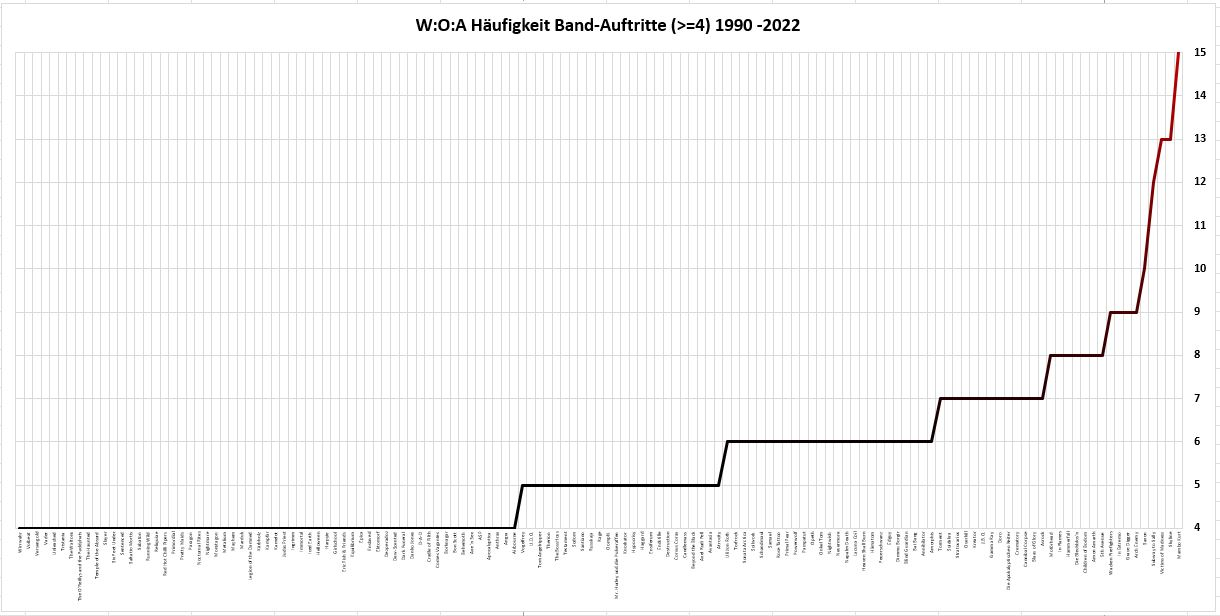
W:O:A --> Bands, die 4-mal oder mehr auf den Festivals in den Jahren 1990 bis einschließlich 2022 teilgenommen haben.